# دالي ارين
دالي ارين (بالإنجليزية: Dale Warren)‏ هو منتج أسطوانات وملحن وكاتب أغاني أمريكي، ولد في 1940 في ديترويت في الولايات المتحدة، وتوفي في 3 فبراير 1994 في مقاطعة غوينيت في الولايات المتحدة.

## وصلات خارجية
- دالي ارين على موقع ميوزك برينز (الإنجليزية)
- دالي ارين على موقع ديسكوغز (الإنجليزية)